# Уилсон, Алекс (баскетболистка)
Алекс Уилсон (англ. Alex Wilson; род. 21 марта 1994 года в Марри-Бридже, штат Южная Австралия, Австралия) — австралийская профессиональная баскетболистка, выступающая за команду женской национальной баскетбольной лиги «Перт Линкс». Играет на позиции атакующего защитника. Двукратная чемпионка ЖНБЛ (2015, 2017), а также новичок года женской НБЛ (2014).
В составе национальной команды Австралии она стала победительницей чемпионата Азии 2025 года в Шэньчжэне и летней универсиады 2017 года в Тайбэе, а также выиграла чемпионат Океании среди девушек до 18 лет 2012 года в Новой Зеландии и стала бронзовым призёром чемпионата мира среди девушек до 19 лет 2013 года в Литве.
Чемпионка Азии по баскетболу 3×3 (2023, 2024), также бронзовый призёр Игр Содружества (2022). Первая коренная австралийка, выступавшая за Австралию в баскетболе на Играх Содружества.

## Ранние годы
Алекс Уилсон родилась 21 марта 1994 года в городе Марри-Бридж (Южная Австралия) в семье профессионального баскетболиста, она принадлежит к племени нгарринджери. Дебютировала в женской национальной баскетбольной лиге в возрасте 16 лет.